# Sàn gỗ
Sàn gỗ là sàn nhà được làm bằng gỗ. Sàn gỗ có thể được làm từ gỗ tự nhiên hay gỗ nhân tạo.

## Khái niệm
Sàn gỗ là vật liệu dùng để lát sàn nhà, thay thế cho các loại gạch men, gạch ốp lát thông thường đa số người dùng lựa chọn sàn gỗ để sử dụng vì sàn gỗ có nhiều lợi ích mang lại hơn so với các loại gạch ốp lát. Sàn gỗ mang đến sự ấm áp vào mùa đông mà vẫn mát mẻ vào mùa hè, sàn gỗ có nhiều nét hoa văn, màu sắc, kích thước để người dùng có thể lựa chọn, sàn gỗ cũng dễ dàng thi công lắp đặt. Tuy nhiên khi lắp đặt sàn gỗ chi phí sẽ tốn kém hơn, sàn gỗ cũng không thể lắp đặt được ở nhiều nơi như gạch ốp lát. Có hai loại phổ biến như sàn gỗ tự nhiên và sàn gỗ công nghiệp.
Sàn gỗ công nghiệp là vật liệu trang trí nội thất dùng trong lót sàn, ốp tường đã qua quá trình xử lý công nghiệp dựa trên công nghệ hiện đại của Châu Âu từ bột gỗ của các cây gỗ tự nhiên.

## Cấu tạo sàn gỗ
Sàn gỗ gồm 5 lớp đó là lớp bề mặt, lớp vân gỗ, lớp cốt gỗ, lớp đế và hèm khóa.

## Lợi ích
Lợi ích của sàn gỗ là:
1. Không độc hại, thân thiên với môi trường
2. Dễ dàng lắp đặt và sử dụng
3. Màu sắc hoa văn đẹp mắt
4. Mang lại cảm giác thoải mái: ấm vào mùa đông, mát vào mùa hè
5. Có mùi thơm đặc biệt
6. Nhiều lợi ích khác

Một số lợi ích của sàn gỗ tự nhiên:
1. Màu sắc tự nhiên, được bảo bệ bằng lớp UV nhằm hạn chế khả năng trầy xước và giữ được màu tươi sáng theo thời gian sử dụng.
2. Bảo vệ sức khỏe người tiêu dùng, điều hòa không khí và thanh lọc khí độc hại.
3. Vân gỗ bắt mắt, độ đồng màu cao
4. Bề mặt sàn gỗ không gây cảm giác rít nhám hoặc bị đổ mồ hôi.

## Các loại sàn gỗ
Trên thị trường có nhiều loại sàn gỗ khác nhau trong số đó phổ biến nhất là sàn gỗ công nghiệp, sàn gỗ nhựa composite, sàn gỗ tự nhiên. Các loại sàn gỗ công nghiệp thường có xuất xứ ở nước ngoài được nhập khẩu về Việt Nam và sẽ qua các nhà phân phối rồi đến đại lý và được bán ra thị trường.
Một số loại sàn gỗ tự nhiên nổi bật như:

### Sàn gỗ căm xe
Gỗ căm xe (hay còn gọi là Cầm Xẻ) thuộc nhóm II trong bảng phân loại nhóm gỗ tại Việt Nam. Các sản phẩm gỗ căm xe được sử dụng ở Việt Nam hiện nay chủ yếu là gỗ căm xe Lào. Gỗ căm xe có xuất xứ từ Lào được trồng trong ở đất cằn cỗi nên cứng và rắng chắn hơn nhiều so với các loại gỗ căm xe cùng loại có xuất xứ ở Indonexia hay Malaysia.
Sàn gỗ căm xe là sàn gỗ được sản xuất từ gỗ căm xe, trọng lượng nặng, nhẵn bóng, có màu đẹp như màu gỗ nguyên thủy, chỉ được sơn một lớp sơn UV để bảo vệ và chống mối mọt. Sau thời gian dài sử dụng sẽ làm cho sàn ngày càng đồng nhất màu và trở về màu nâu cánh dán tuyệt mỹ.

### Sàn gỗ gõ đỏ
Gỗ Gõ Đỏ còn được nhiều người biết đến với tên gọi là gỗ Hoạ Bì. Tại khu vực Tây Nguyên, người ta hay gọi Gõ Đỏ là gỗ Cà Te. Gỗ Gõ Đỏ lớn rất chậm, là loài gỗ quý nằm trong danh sách cần được bảo vệ tại Việt Nam nên các sản phẩm từ gỗ Gõ Đỏ tại thị trường trong nước đều được nhập khẩu gỗ nguyên khối về rồi mới gia công.
Sàn gỗ Gõ Đỏ được sản xuất từ gỗ Gõ Đỏ, với nguyên liệu là gỗ Gõ Đỏ nguyên khối nhập khẩu từ Lào hoặc Nam Phi. Đặc tính thớ gỗ mịn chắc, không bị tia hay tróc như các loại gỗ tự nhiên khác nên sàn gỗ Gõ Đỏ có thể được lựa chọn sơn mỏng giữ màu tự nhiên. Sàn gỗ Gõ Đỏ tự nhiên chống mối mọt và thích nghi với điều kiện tự nhiên nóng và ẩm của Việt Nam cực tốt. Là sàn gỗ tự nhiên đánh giá dễ sử dụng nhất thị trường hiện nay.

### Sàn gỗ sồi
Cây sồi là một loại cây lấy gỗ sinh trưởng và phát triển ở khu vực có khí hậu ôn đới, tập trung nhiều ở Bắc Mỹ. Trong các nhóm gỗ tự nhiên tại Việt Nam, gỗ sồi nhập khẩu có giá trị kinh tế rất cao. Sản phẩm được làm từ gỗ sồi luôn được ưa chuộng bởi vẻ đẹp hài hoà, ấm áp.
Trên thị trường hiện nay sàn gỗ Sồi có hai loại chủ yếu đó là sàn gỗ Sồi đỏ và sàn gỗ Sồi trắng. Sàn gỗ Sồi trắng cứng, nặng và có cấu trúc vân gỗ đẹp. Loại sản phẩm này phù hợp với những khách hàng chuộng tông màu sáng hoặc trung tính. Ngược lại sàn gỗ sồi đỏ có màu hơi tối hơn. Kiểu dáng vân gỗ uốn lượn theo thớ gỗ tự nhiên rất hài hòa, bắt mắt.
Nhìn bằng mắt thường và chỉ quan sát bên ngoài, nếu không phải là những người có kinh nghiệm trong việc lựa chọn và phân biệt sàn gỗ tự nhiên, sàn gỗ sồi trắng rất dễ bị nhầm lẫn với sàn gỗ tần bì. Để khắc phục vấn đề này, nên lựa chọn những nhà cung cấp có thương hiệu và uy tín trên thị trường.